# Agatha Christie: A Life in Pictures
Pour plus de détails, voir Fiche technique et Distribution.
Agatha Christie: A Life in Pictures est un téléfilm britannique réalisé par Richard Curson Smith est diffusé sur la BBC le 22 septembre 2004. Il retrace la vie de l'auteur de romans policiers britannique Agatha Christie.

## Fiche technique
- Titre original : Agatha Christie: A Life in Pictures
- Réalisation : Richard Curson Smith
- Scénario : Richard Curson Smith
- Direction artistique : James Price
- Chef décorateur : Melanie Allen
- Maquillage : Sarita Allison (makeup designer)
- Photographie : Jeff Baynes
- Directeur de la photographie :
- Montage : Amanda Baxter
- Musique : Andrew Phillips
- Production : 
  - Producteur : Colette Flight
  - Producteur exécutif : Jacquie Hughes, Leanne Klein
- Société(s) de production : Wall to Wall Television
- Société(s) de distribution : BBC
- Pays d’origine :   Royaume-Uni
- Année : 2004
- Langue originale : anglais
- Format : couleur
- Genre : drame
- Durée : 90 minutes
- Dates de diffusion :  Royaume-Uni : 22 septembre 2004

## Distribution
- Olivia Williams : Agatha Christie
- Anna Massey : Agatha âgé
- Bonnie Wright : Agatha jeune
- Raymond Coulthard : Archie Christie
- Stephen Boxer : le Psychiatre
- Anthony O'Donnell : Kenward / Hercule Poirot
- Mark Gatiss : Kenyon
- Richard Leaf : Gunman
- Celia Montague : la mère d'Agatha